# Promenaden Galerien

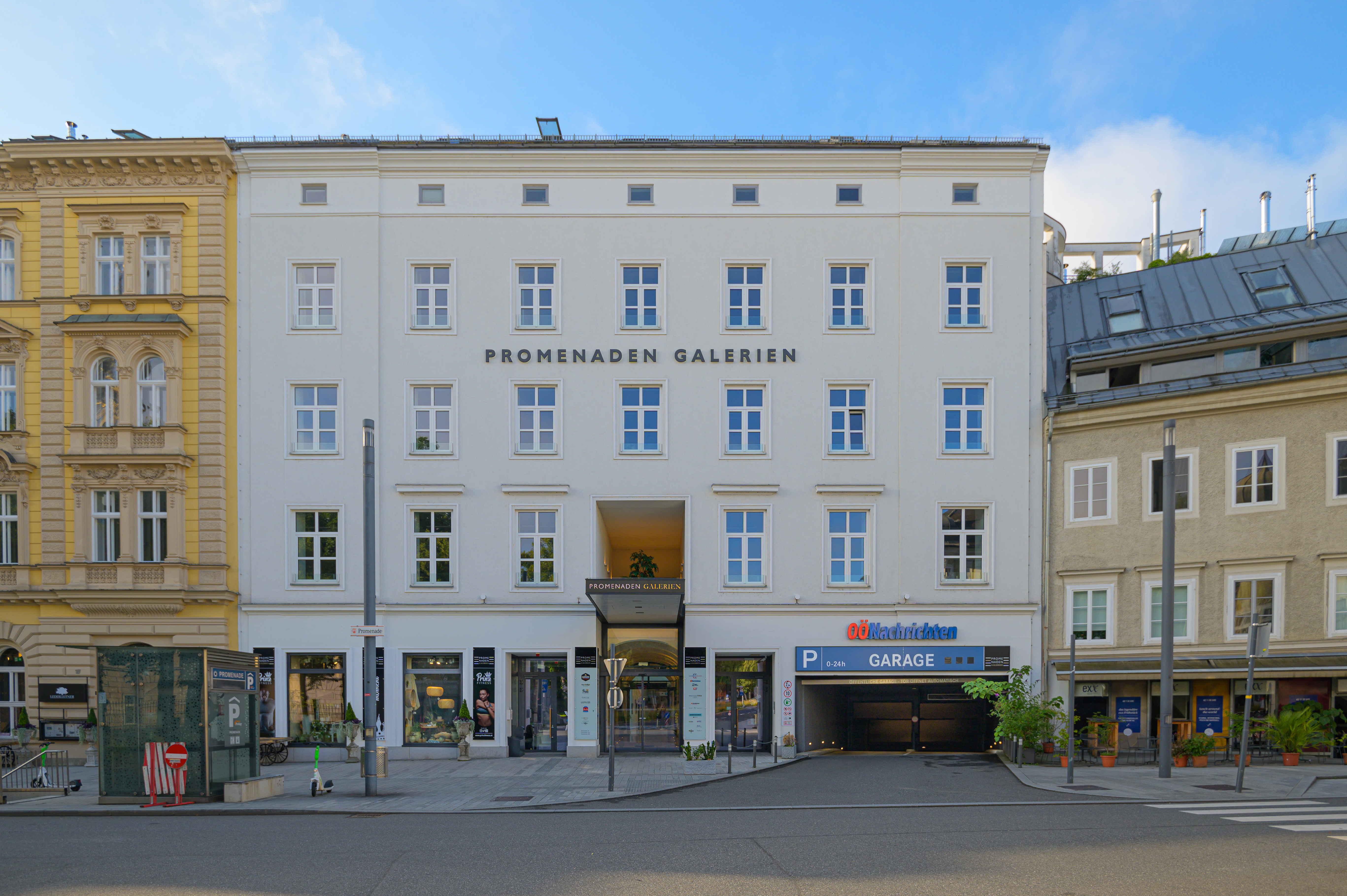
Nordeingang der Promenaden Galerien

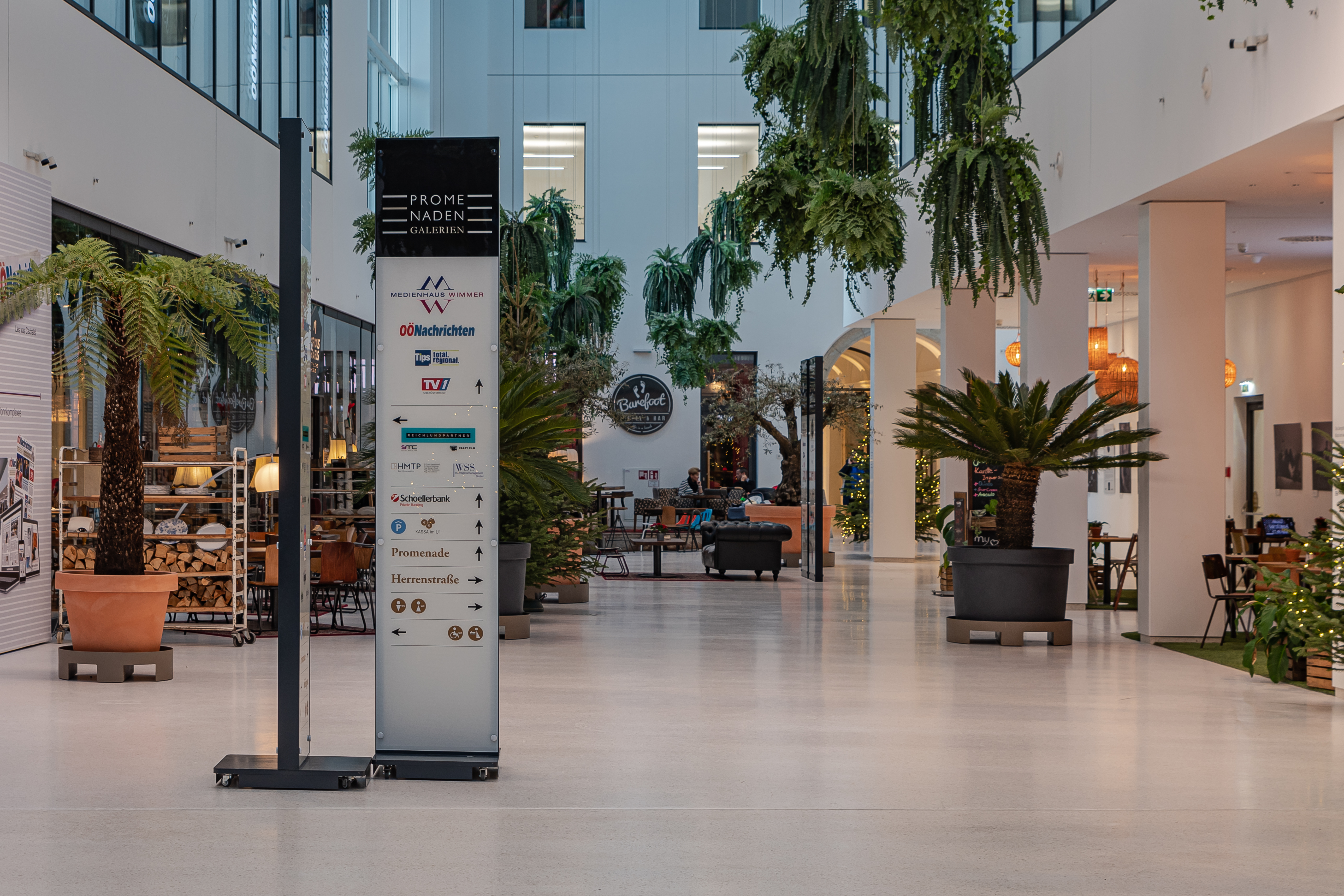
Mall in den Promenaden Galerien

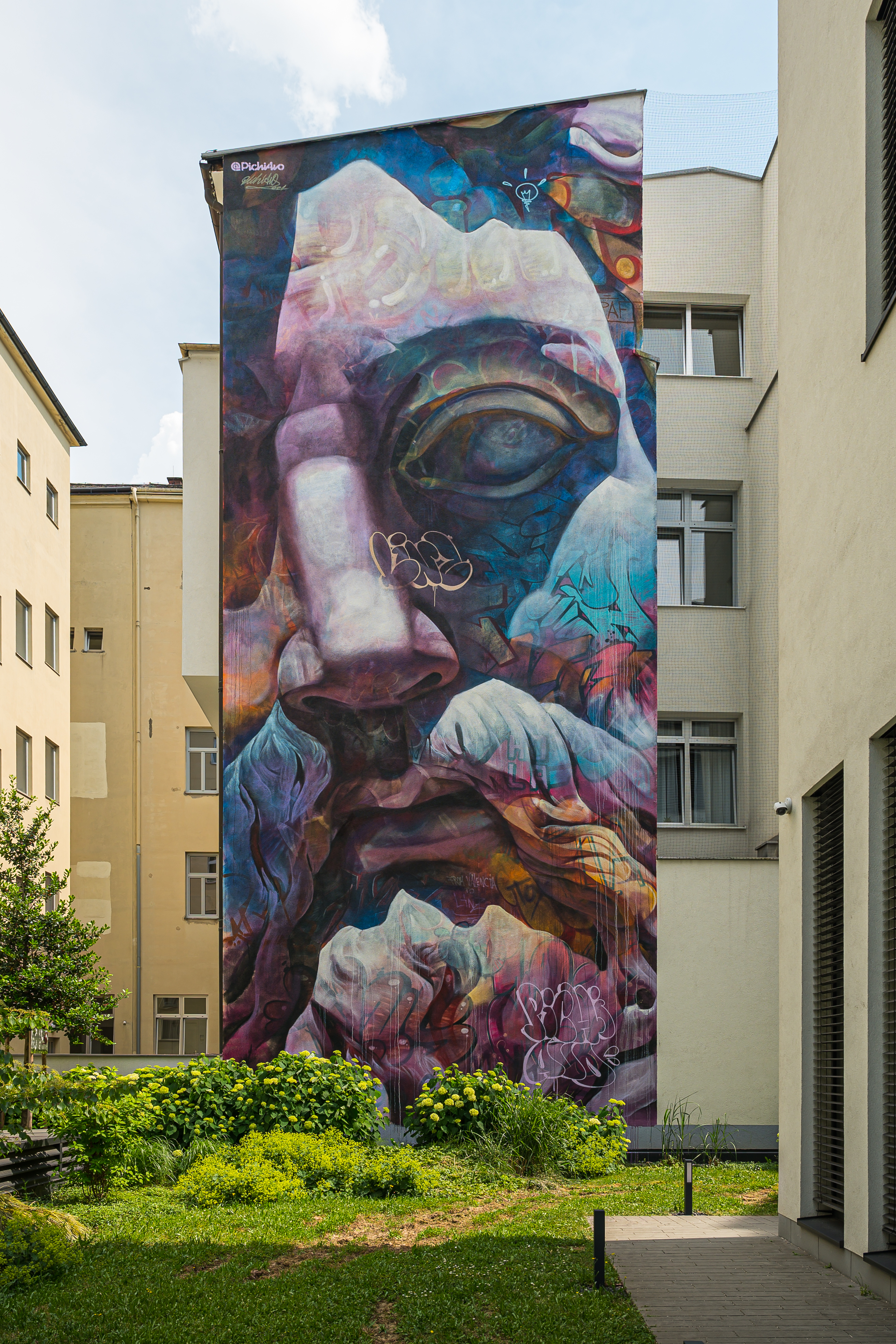
Innenhof der Promenaden Galerien

Bei den Promenaden Galerien handelt es sich um eine im Jahr 2018 eröffnete Einkaufspassage an der Promenade 23 im Linzer Stadtzentrum, die nach der nördlich angrenzenden Promenade benannt ist. In dem Gebäude sind unter anderem die Wimmer Medien beheimatet. Zu diesen gehören beispielsweise die Oberösterreichischen Nachrichten, die Regionalzeitung Tips sowie der Lokalfernsehsender TV1.

## Geschichte
Das Areal erstreckt sich auf dem Gebiet des ehemaligen römischen Kastell Lentia aus dem 1. Jahrhundert. Die Galerien verbinden die beiden vom Linzer Stadtbaumeister Johann Metz erbauten Innenstadt-Häuser Promenade 25 (Neubau 1852) und das denkmalgeschützte Gebäude Steingasse 6 aus dem Jahr 1837.
Nach der Verlegung der ältesten Berufsschule Oberösterreichs 1995 in die Reindlstraße, der Absiedlung der Zeitungsdruckerei 2003 nach Pasching und der 2009 durchgeführten Neugestaltung der zum Linzer Landhaus hin gelegenen Promenade bot sich das Geviert für eine neue Nutzung an. Die Pläne des Salzburger Architekturbüros Halle 1 von Gerhard Sailer und Heinz Lang wurden von Projektleiter Paolo Cuturi mit einer Arbeitsgemeinschaft der Firmen Habau, Porr und Swietelsky umgesetzt. Am 25. Juni 2018 wurden die Promenaden Galerien feierlich eröffnet.

## Beschreibung
Die Promenaden Galerien stellen auf über einem Hektar Grundfläche etwa 55.000 Quadratmeter Nutzfläche zur Verfügung. Die Galerien beherbergen neben diversen Restaurants, Geschäften, Büros und Wohnungen auch ein Hotel und eine Eventlocation, das „OÖNachrichten FORUM“. Im modernen 2500 Quadratmeter großen Newsroom der Oberösterreichischen Nachrichten arbeiten über 100 Journalisten.

## Weitere Linzer Innenstadt-Passagen
Weitere Linzer Innenstadt-Passagen sind die Linzerie, Passage und das Atrium.